# Margaréta Vráblová
Margaréta Vráblová (* 6. März 2005) ist eine slowakische Triathletin.

## Werdegang
Ihren ersten nationalen Erfolg konnte Margaréta Vráblová am 4. Juli 2020 feiern, als sie sich in Košice den slowakischen Meistertitel im Aquathlon sicherte.
Nachdem sie ihren Titel am 22. August 2021 bei den Meisterschaften am Zemplínska šírava erfolgreich verteidigen konnte, startete sie für die Slowakei bei den Aquathlon-Weltmeisterschaften 2021 in El Anillo de Extremadura an der Talsperre Guijo de Granadilla. Dort gewann sie am 30. Oktober 2021 in der Junioren-Wertung den Weltmeistertitel und in der Erwachsen-Wertung die Bronzemedaille.

Eine Woche später nahm sie im portugiesischen Quarteira an den Triathlon-Juniorenweltmeisterschaften teil und belegte dort am 6. November 2021 den fünften Platz.
Im darauffolgenden Jahr startete sie erstmals bei den slowakischen Triathlon-Meisterschaften auf der Sprintdisziplin und gewann dabei am 4. Juni 2022 in Veľké Úľany sowohl in der Junioren- als auch in der Erwachsenen-Wertung den Meistertitel.
Zudem gewann sie eine Woche später an den slowakischen Meisterschaften im Aquathlon teil und sicherte sich in Košice am 12. Juni 2022 ihren dritten Meistertitel in Folge. In der Folge nahm sie am 23. September 2022 an den Aquathlon-Europameisterschaften in Bilbao teil und gewann in der Junioren-Wertung den Europameistertitel und in der Erwachsenen-Wertung die Silbermedaille.

Im Jahr 2022 gehörte sie der 26-köpfigen Junioren-Olympiamannschaft der Slowakei an, wodurch sie eine höhere Förderung erhielt.
Margaréta Vráblová lebt in der slowakischen Gemeinde Nova Dubnica und wird von ihrem Vater Jozef Vrabel trainiert.

## Sportliche Erfolge
| Datum/Jahr    | Rang | Wettbewerb                                    | Austragungsort | Zeit     | Bemerkung                              |
| ------------- | ---- | --------------------------------------------- | -------------- | -------- | -------------------------------------- |
| 14. Juli 2023 | 5    | ITU Triathlon World Championship Junior Women | Hamburg        | 00:57:27 |                                        |
| 4. Juni 2022  | 1    | SVK Sprint Triathlon National Championships   | Veľké Úľany    | 01:04:07 | Slowakische Meisterin Sprint-Triathlon |

| Datum/Jahr    | Rang | Wettbewerb                           | Austragungsort    | Zeit     | Bemerkung                                              |
| ------------- | ---- | ------------------------------------ | ----------------- | -------- | ------------------------------------------------------ |
| 11. Juni 2023 | 1    | SVK Aquathlon National Championships | Bratislava        | 00:29:58 | Slowakische Meisterin Aquathlon                        |
| 1. Mai 2023   | 2    | ITU Aquathlon World Championships    | Ibiza             |          | Vize-Weltmeisterin Aquathlon, hinter Zsanett Bragmayer |
| 23. Sep. 2022 | 1    | ETU Aquathlon European Championships | Bilbao            |          | Junioren-Europameisterin Aquathlon                     |
| 12. Juni 2022 | 1    | SVK Aquathlon National Championships | Kosice            | 00:29:08 | Slowakische Meisterin Aquathlon                        |
| 30. Okt. 2021 | 3    | ITU Aquathlon World Championships    | El Anillo         |          |                                                        |
| 22. Aug. 2021 | 1    | SVK Aquathlon National Championships | Zemplinska Sirava | 00:32:52 | Slowakische Meisterin Aquathlon                        |
| 4. Juli 2020  | 1    | SVK Aquathlon National Championships | Kosice            | 00:32:27 | Slowakische Meisterin Aquathlon                        |

(DNF – Did Not Finish)